# Hilary Lindh
Hilary Kirsten Lindh (Juneau, 10 de mayo de 1969) es una deportista estadounidense que compitió en esquí alpino; campeona mundial en 1997.

## Trayectoria
Participó en tres Juegos Olímpicos de Invierno, entre los años 1988 y 1994, obteniendo una medalla de plata en Albertville 1992, en la prueba de descenso.
Ganó dos medallas en el Campeonato Mundial de Esquí Alpino, en los años 1996 y 1997. En la Copa del Mundo consiguió tres victorias y cinco podios en total.
Se retiró de la competición en 1997. Posteriormente, trabajó como consultora especializada en gestión ecológica de destinos de invierno.
Estudió el grado de Biología en la Universidad de Utah y el máster en Ciencias Ambientales en la Universidad de Columbia Británica.
En 2005 fue admitida en el Salón de la Fama de US Ski.

## Palmarés internacional
| Juegos Olímpicos   | Juegos Olímpicos       | Juegos Olímpicos  | Juegos Olímpicos |
| Año                | Lugar                  | Medalla           | Prueba           |
| ------------------ | ---------------------- | ----------------- | ---------------- |
| 1992               | Albertville (Francia)  | Medalla de plata  | Descenso         |
| Campeonato Mundial |                        |                   |                  |
| Año                | Lugar                  | Medalla           | Prueba           |
| 1996               | Sierra Nevada (España) | Medalla de bronce | Descenso         |
| 1997               | Sestriere (Italia)     | Medalla de oro    | Descenso         |